# Terremoto de Panamá de 1882
El terremoto de Panamá de 1882 fue un sismo que ocurrió a las 3:20 hora local (8:20 UTC) del 7 de septiembre de 1882. El movimiento telúrico tuvo como epicentro el golfo de San Blas (actual Guna Yala) y su magnitud osciló entre los 7,7 y 7,9 de la escala Richter. La duración fue de 60 segundos y generó tres fuertes réplicas y otras menores durante un período de cinco días.

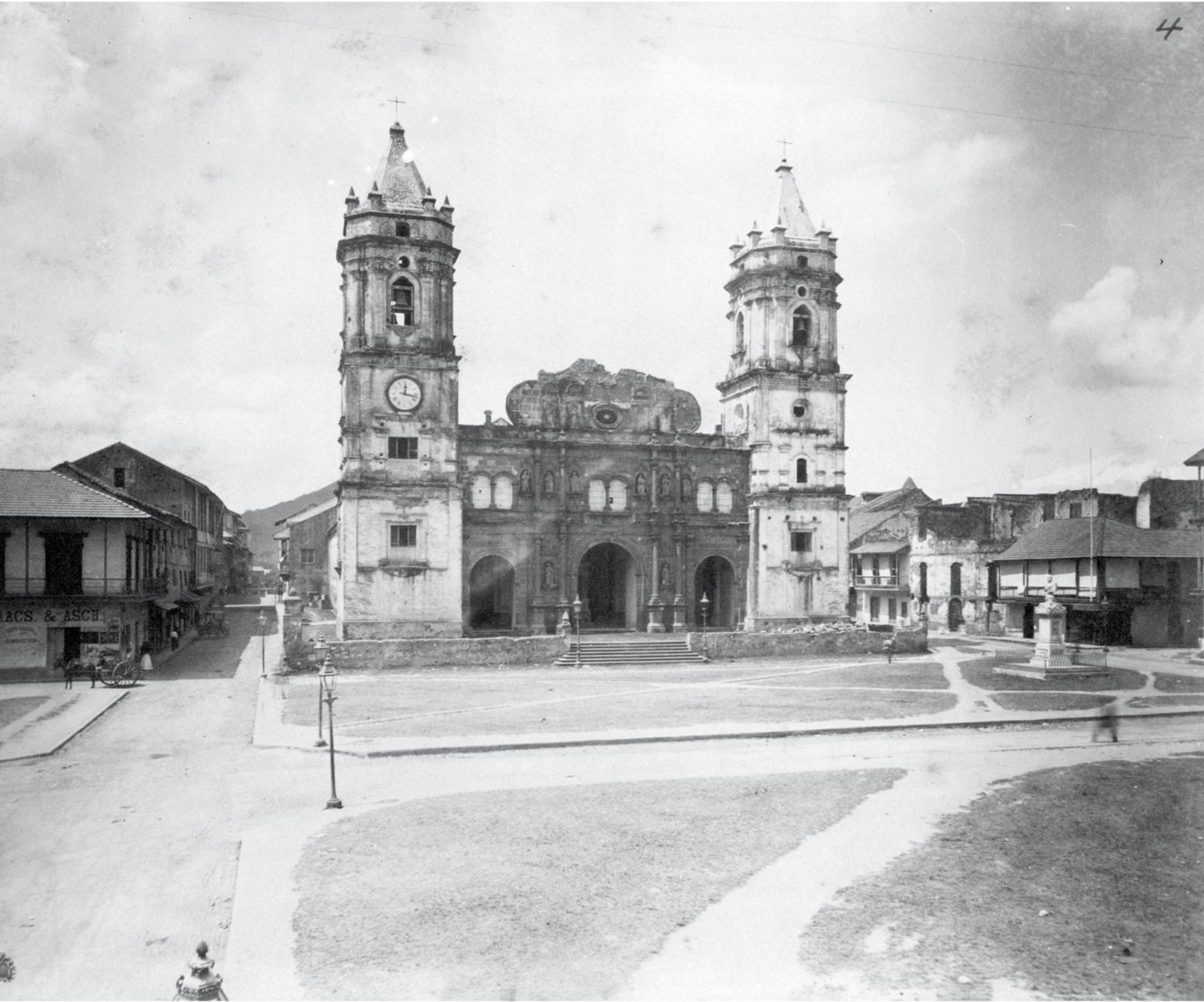
La Catedral Metropolitana de Panamá en 1885, con las afectaciones que provocó el terremoto de 1882.

El sismo afectó las ciudades de Panamá y Colón, donde dejó 5 muertos, además de graves daños al Ferrocarril de Panamá y al Casco Antiguo de la capital, con derrumbes parciales en la Catedral Metropolitana y el edificio del Cabildo. En la ciudad de Colón hubo graves daños en las edificaciones de madera. Adicionalmente dejó daños significativos en las obras del Canal Francés, obligando a suspender los trabajos por un tiempo y generó un duro revés para los franceses.
En Guna Yala, el sismo generó un poderoso tsunami que arrasó el Archipiélago de San Blas y las costas de la comarca indígena. Se reportaron cuatro olas con una altura máxima de 3-4 metros, en la que la primera ola llegó entre 15 y 30 minutos después del sismo. Muchas de las islas del archipiélago, que son diminutas y planas, fueron arrasadas y estuvieron bajo las aguas por varios minutos. Muchos gunas, habitantes aborígenes de la zona, perecieron ahogados. Los informes cifran entre 70 y 250 muertos por el tsunami. Las autoridades panameñas pudieron conocer de los daños del tsunami un mes después del sismo, luego que un guna llegara a la capital panameña a reportar el desastre.
Este tsunami es considerado el que más víctimas ha dejado en Panamá del que se tiene registrado.